# AS-14
La AS-14 es una vía de comunicación que pertenece a la Red Regional de Carreteras del Principado de Asturias. Tiene una longitud de 58 km y une la localidad de Grandas de Salime con el Puente del Infierno, atravesando los concejos asturianos de Grandas de Salime, Allande y Cangas del Narcea.

## Recorrido

### Tramo de Grandas de Salime a Berducedo (20,3 km)
Este tramo comienza en Grandas de Salime, en el cruce con la AS-12. Discurre por la localidad grandalesa de Vistalegre para llegar al Embalse de Salime, donde limita con el concejo de Allande. A partir de aquí, continúa atravesando las localidades allandesas de Murias, Fresnedo de San Emiliano, Ema y Buslavín, para que, a 7 km de esta última llegue a Berducedo, donde termina este tramo en el cruce con la AS-34.
Este tramo de carretera fue reparado en los años 1989 y 1998. El arreglo de 1989 empezaba en el Embalse de Salime y terminaba en Berducedo, el cual solo se limitó al reasfaltado y a mínimas correcciones del trazado, ya que este tramo fue de nueva construcción a causa de que el antiguo tramo que discurría por la zona del Valledor quedara inundado por la construcción del embalse. El arreglo de 1998 empezaba en Grandas de Salime y terminaba en el Embalse de Salime, reasfaltándola, realizando pequeñas correcciones del trazado y dotándola de trozos de adelantamiento. La causa de que este tramo no se arreglara junto al de la Presa a Berducedo en el año 1989 es porque la carretera estaba a cargo de la empresa Hidrocantábrico (HC), la cual mantenía el Embalse de Salime y dicho tramo. Años más tarde, HC cedió el tramo al Gobierno del Principado de Asturias, reparándolo como se menciona antes en el año 1998.
En este tramo, de lo que fue la antigua Carretera de Pravia a Lugo, aún existe un hito kilométrico, del tipo "Manuel Pardo". Este es el kilométrico 67, el cual se encuentra en el cruce con la GS-1, la cual a su vez también era la dicha antigua, pero siguiendo el trazado original anterior a la construcción del Embalse de Salime.

### Tramo de Berducedo a Pola de Allande (24,2 km)
Este tramo comienza en Berducedo, en el cruce con la AS-34. Discurre por las localidades allandesa de Lago, Montefurado, el Puerto del Palo, La Reigada (cerca de donde empieza la AS-364), La Roza, Peñaseita, Colobredo y El Mazo, para que, en esta última llegue a Pola de Allande, donde termina este tramo en el cruce con la AS-217 y AS-219.
Este tramo de carretera fue originalmente reparado en el año 1989 junto al anterior, pero debido a su mal estado que presentaba, se reasfaltaron pequeños tramos entre los años 2014, 2015 y 2018.
En este tramo, de lo que fue la antigua Carretera de Pravia a Lugo, aún existen 2 hitos kilométricos, del tipo "Manuel Pardo". Estos son los kilométricos 37 y 15, los cuales se encuentran en las cercanías de Berducedo y de Colobredo respectivamente. Como dato curioso, los 2 hitos se encuentran semienterrados, viéndose solo la parte superior de ambos.
Aparte, también se encuentran 4 casillas de peones camineros, las cuales son las de Lago, la del Puerto del Palo, la de Becerreiros y la del Teso. La casilla de Lago se encuentra en pie pero cubierta completamente de maleza; la del Palo hasta hace unos años se encontraba en ruinas, pero fue rehabilitada para hacer función de mirador; la de Becerreiros se encuentra en ruinas y la del Teso está completamente destruida, aunque desde las cesiones del MOPU de 1984, la finca en donde se encontraba está vallada y es utilizada por el Centro de Conservación de Carreteras del Principado de Asturias de la brigada de Pola de Allande para almacenar toda la señalización y el balizamiento antiguo que se va sustituyendo o retirando de las carreteras de la zona.

### Tramo de Pola de Allande al Puente del Infierno (13,5 km)
Este tramo comienza en Pola de Allande, en el cruce con la AS-217 y AS-219. Discurre por las localidades allandeas de Riovena (en donde empieza la ALL-2), y Linares (en donde empieza la ALL-3), para que, a 2 km de esta última, limite con el concejo de Cangas del Narcea, en el Puente de Las Mestas y cerca del conocido Balneario de Fontoria, edificación completamente en ruinas que fue inaugurada en 1914 y abandonada tras la Guerra Civil Española. Desde aquí, continúa atravesando la localidad canguesa de El Puelo (en donde empieza la TI-6), para que, a 3 km de esta última, llegue al Puente del Infierno, donde termina este tramo en el cruce con la AS-15.
Este tramo de carretera fue reparado en el año 1997, aunque en el año 2018 se reasfaltaron la travesía de Pola de Allande y un pequeño tramo situado entre dicha localidad y Riovena. El pequeño tramo que se menciona es uno que siempre dio problemas desde que se arregló la carretera en el año 1996, ya que por debajo del terreno de la carretera discurre un arroyo, provocando filtraciones y haciendo que el terreno pierda dureza. A causa de este problema ya se arreglara de nuevo el tramo varias veces, construyendo escolleras y sistemas de canalizaciones, pero siempre volvía a ocurrir el mismo problema.
Aparte, en este tramo se encontraban 2 casillas de peones camineros, las cuales eran las de Riovena y El Puelo. Las 2 se encontraban en pie y en buen estado, pero fueron destruidas a causa de la reparación de este tramo en 1996.

## Denominaciones antiguas del Plan Peña
Antes de la entrada en vigor en 1989 el Nuevo catálogo de Carreteras del Gobierno del Principado de Asturias, todas las carreteras del territorio asturiano estaban clasificadas en 4 categorías, 5 si se incluían las autovías y autopistas construidas previamente o en proceso de construcción:
- Carreteras Nacionales, de color rojo.

- Carreteras Comarcales, de color verde.

- Carreteras Locales, de color amarillo.

- Carreteras Provinciales, de color azul.

Las denominaciones de las carreteras Nacionales y Comarcales fueron establecidas en el Plan Peña entre 1939 y 1940, con identificadores con las siglas N y C respectivamente y siguiendo un sistema radial con Madrid como punto de referencia para la asignación de las claves de todas las carreteras, explicado más a detalle en los Anexos de las carreteras Nacionales y Comarcales de España.
En cambio las denominaciones de las carreteras Locales y Provinciales no se asignaron hasta 1961, año en el que las Jefacturas Provinciales de Carreteras, excluyendo las de Álava y Navarra por ser Comunidades Forales y que por ello aplicaron sistemas propios y realizaron la organización y denominación de todas las carreteras no comprendidas en Nacionales y Comarcales que discurriesen por su territorio.
Para ello, se adoptaron para cada provincia las siglas de 1 o 2 letras utilizadas en las matrículas de los vehículos para las carreteras Locales, en este caso la O de Oviedo para Asturias, y las mismas siglas con las letras P o V intercaladas con la clave numérica u otras siglas completamente distintas con otros significados, como en el caso particular de Asturias por el uso de las siglas CP de "Carretera Provincial".
Al realizarse dicho cambio en las denominaciones de las carreteras del Principado de Asturias, la AS-14 estaba formada por 2 carreteras Comarcales y 1 carretera Local:
| Identificador | Denominación                          | Itinerario comprendido por la nueva denominación |
| ------------- | ------------------------------------- | ------------------------------------------------ |
| C-630         | Pravia - Lugo                         | Grandas de Salime - Pola de Allande              |
| O-750         | Puente del Infierno - Pola de Allande | Todo su trazado                                  |
| C-633         | Villablino - Cornellana               | Trazado antiguo por el Puente del Infierno       |